# Bruno Junqueira
Bruno Junqueira est un pilote automobile brésilien né le 4 novembre 1976 à Belo Horizonte (Minas Gerais).

## Biographie

### Débuts
Après avoir débuté par le karting à l'âge de 11 ans, Bruno Junqueira dispute à partir de 1994 les championnats brésiliens et sud-américains de Formule 3 (champion en 1997). En 1998, il rejoint l'Europe pour y disputer le championnat international de Formule 3000. Après une première saison quelconque dans l'écurie Draco, il se révèle en 1999 au sein de l'équipe Petrobras (du nom d'une importante compagnie pétrolière brésilienne) où il remporte une course. Petrobras étant également l'un des principaux sponsors de l'écurie WilliamsF1, il est choisi pour en être le pilote essayeur. Début 2000, il est même longuement pressenti pour remplacer Alex Zanardi en tant que pilote titulaire, mais Williams lui préfère finalement Jenson Button. Confirmé dans son rôle de pilote essayeur chez Williams, Junqueira dispute une troisième saison dans le championnat de F3000, qui se solde par l'obtention du titre.

### CART/Champ Car

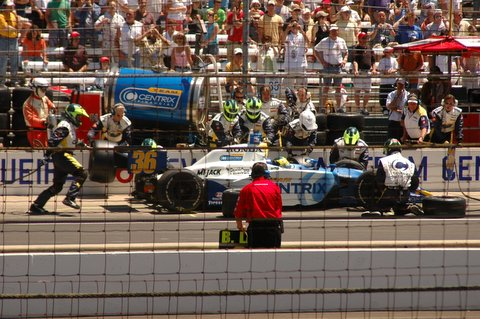
Bruno Junqueira lors de l'Indy 500 2005.

Sans débouchés en Formule 1, Bruno Junqueira choisit de s'exiler dans le championnat CART, où il remplace Juan Pablo Montoya au sein de la puissante écurie Chip Ganassi Racing. Très attendu, Junqueira déçoit pour ses débuts dans la discipline, et ce n'est que de justesse qu'il conserve sa place dans l'équipe. Il sauve néanmoins sa saison par une victoire sur le tracé d'Elkhart Lake (victoire chanceuse, le drapeau rouge ayant interrompu la course juste au moment où Junqueira était en tête, par le jeu des ravitaillements). Cette année-là, il se place 5e aux 500 Miles d'Indianapolis, épreuve phare du championnat IRL à laquelle son équipe s'était inscrite. Longtemps dans l'incertitude quant à son avenir en CART, Junqueira est finalement reconduit par le Chip Ganassi Racing pour la saison 2002. Ayant enfin pris ses marques dans la discipline, il remporte deux nouvelle courses et termine vice-champion derrière son compatriote Cristiano da Matta. Il se signale également par une nouvelle belle prestation à l'Indy 500, auteur de la pole position.
À partir de 2003, il rejoint le Newman-Haas Racing. Devenu l'une des valeurs sures du championnat, il termine à nouveau vice-champion, cette fois derrière Paul Tracy. Les choses se compliquent en 2004, puisque malgré une nouvelle deuxième place au championnat, il subit la loi de son coéquipier Sébastien Bourdais. Bien parti pour prendre sa revanche en 2005, il est victime d'un grave accident aux 500 Miles d'Indianapolis (plusieurs vertèbres fracturées), alors qu'il était en tête du championnat. Obligé d'observer une longue convalescence, il n'effectue son retour à la compétition qu'au début de l'année 2006.
Depuis 2011, il se reconvertit en endurance, en American Le Mans Series de 2011 à 2013, puis en United SportsCar Championship depuis 2014.

## Résultats aux500 milesd'Indianapolis
| Année | Châssis | Moteur     | Départ                      | Arrivée                     | Équipe      |
| ----- | ------- | ---------- | --------------------------- | --------------------------- | ----------- |
| 2001  | G-Force | Oldsmobile | 20                          | 5                           | Ganassi     |
| 2002  | G-Force | Chevrolet  | 1                           | 31                          | Ganassi     |
| 2004  | G-Force | Honda      | 4                           | 5                           | Newman/Haas |
| 2005  | Panoz   | Honda      | 12                          | 30                          | Newman/Haas |
| 2008  | Dallara | Honda      | 15                          | 20                          | Coyne       |
| 2009  | Dallara | Honda      | Remplacé par A. Tagliani    | Remplacé par A. Tagliani    | Conquest    |
| 2010  | Dallara | Honda      | 25                          | 32                          | FAZZT (en)  |
| 2011  | Dallara | Honda      | Remplacé par R. Hunter-Reay | Remplacé par R. Hunter-Reay | Foyt        |

Note : en 2009, Bruno Junqueira a décroché la 30e place sur la grille de départ des 500 miles d'Indianapolis. Mais pour la course, il a cédé son volant à son coéquipier Alex Tagliani, non qualifié.